# Bab El Oued Kingston
Albums de Gnawa Diffusion
Algeria
(1997) Live DZ
(2002)
Bab El Oued Kingston est le 3e album du groupe Gnawa Diffusion, sorti en 1999 et réédité en 2000 avec 3 nouvelles chansons.

## Titres
Toutes les chansons sont écrites et composées par Amazigh Kateb/Gnawa Diffusion, sauf indication contraire.
| Album de 1999 | Album de 1999            | Album de 1999                         | Album de 1999 | Album de 1999 | Album de 1999 | Album de 1999 | Album de 1999 | Album de 1999 | Album de 1999 |
| No            | Titre                    | Auteur                                | Durée         |               |               |               |               |               |               |
| ------------- | ------------------------ | ------------------------------------- | ------------- | ------------- | ------------- | ------------- | ------------- | ------------- | ------------- |
| 1.            | Madanga                  |                                       | 4:35          |               |               |               |               |               |               |
| 2.            | Ouvrez les Stores        |                                       | 4:32          |               |               |               |               |               |               |
| 3.            | Kabariou                 | A. Kateb                              | 7:54          |               |               |               |               |               |               |
| 4.            | Bab El Oued Kingston     |                                       | 5:04          |               |               |               |               |               |               |
| 5.            | H'moum Zawalia           |                                       | 6:02          |               |               |               |               |               |               |
| 6.            | Syndikaina               |                                       | 4:08          |               |               |               |               |               |               |
| 7.            | Chara'Allah              | Traditionnal/A. Kateb/Gnawa Diffusion | 9:21          |               |               |               |               |               |               |
| 8.            | Daka Bambara             |                                       | 6:49          |               |               |               |               |               |               |
| 9.            | Sabrina / Gaz Naturel    |                                       | 6:52          |               |               |               |               |               |               |
| 10.           | Gazel au fond de la nuit | Louis Aragon/A. Kateb                 | 7:04          |               |               |               |               |               |               |
| 62:00         |                          |                                       |               |               |               |               |               |               |               |

| 1.  | Ombre-elle (radio edit)     |                                       |  |
| 2.  | Madanga                     |                                       |  |
| 3.  | Ouvrez les Stores           |                                       |  |
| 4.  | Kabariou                    | A. Kateb                              |  |
| 5.  | Bab El Oued Kingston        |                                       |  |
| 6.  | H'moum Zawalia              |                                       |  |
| 7.  | Syndikaina                  |                                       |  |
| 8.  | Istikhbar                   |                                       |  |
| 9.  | Ombre-elle (version longue) |                                       |  |
| 10. | Chara'Allah                 | Traditionnel/A. Kateb/Gnawa Diffusion |  |
| 11. | Daka Bambara                |                                       |  |
| 12. | Sabrina / Gaz Naturel       |                                       |  |
| 13. | Gazel au fond de la nuit    | Louis Aragon/A. Kateb                 |  |

### liens externes
- Notices d'autorité :   - BnF (données)
  - WorldCat